# Taieb Jebali
Taieb Jebali   (Tunis, 11 de juliol de 1933 - 1 d'abril de 2014), també conegut com a Mongi Jebali, fou un futbolista tunisià de la dècada de 1950.
Pel que fa a clubs, destacà a Stade Tunisien.